# 16. poprawka do Konstytucji Stanów Zjednoczonych
16. poprawka do Konstytucji Stanów Zjednoczonych – ratyfikowana 3 lutego 1913 roku.

## Treść
Treść oryginalna:

Amendment XVI

The Congress shall have power to lay and collect taxes on incomes, from whatever source derived, without apportionment among the several States, and without regard to any census or enumeration.

co można przetłumaczyć jako:

Poprawka XVI

Kongres ma prawo nakładać i ściągać podatki od wszelkiego rodzaju dochodów i nie musi przy tym uwzględniać ani proporcjonalnego rozdziału między poszczególne stany, ani też jakichkolwiek szacunków lub spisów ludności.